# Ma che freddo fa/Per te, per me
Ma che freddo fa/Per te, per me è un singolo dei Rokes, pubblicato dalla ARC nel 1969.

## Descrizione
Il brano presente sul lato A, Ma che freddo fa, ha partecipato al Festival di Sanremo 1969 in abbinamento con Nada, aggiudicandosi il 5º posto.
Il lato B del disco è, invece, la cover dell'omonimo successo di Nada, pubblicato l'anno prima come retro del singolo d'esordio Les bicyclettes de Belsize; l'arrangiamento è di Ruggero Cini.

## Tracce
Lato A
1. Ma che freddo fa (Festival di Sanremo 1969) – 3:18 (testo: Franco Migliacci – musica: Claudio Mattone)

Lato B
1. Per te, per me – 2:52 (testo: Franco Migliacci – musica: Shel Shapiro)

## Formazione
- Johnny Charlton - voce, chitarra
- Bobby Posner - voce, basso
- Shel Shapiro - voce, chitarra
- Mike Shepstone - voce, batteria